# Frontispiz

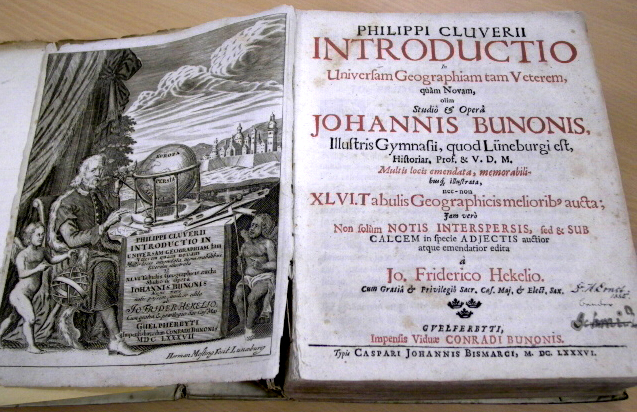
Frontispiz (links) und Titelseite (rechts) der Introductio in Universam Geographiam von Philipp Clüver, 1686 (Archiv Gymnasium Langenberg)

Das Frontispiz (von französisch frontispice „Stirnseite“, ursprünglich bezugnehmend auf den Frontspieß von Gebäuden; dieses von lateinisch frontispicium ‚Vorderansicht‘, einer Zusammensetzung aus frons „Stirn“ und spicere „schauen“) oder das Titelbild oder der Bildertitel ist eine dekorative oder informative Abbildung, die sich auf der zweiten Buchseite, der sogenannten Frontispizseite, befindet, die dem Titelblatt (Seite 3) gegenüberliegt. Es handelt sich um das dem Titelblatt eines Buches gegenüberstehende Bild.
Das Frontispiz ist in der Regel also auf die Rückseite des Schmutztitels (Seite 1) gedruckt. Der Duden definiert dagegen das Frontispiz im Buchwesen als Titelblatt mit Titelbild. Die Zeit erklärt diesen Widerspruch mit der historischen Entwicklung. In der Frühzeit des Buchdrucks war das Frontispiz der das Titelblatt selbst verzierende Holzschnitt, während heute das Frontispiz als Schmucktitelblatt dem eigentlichen Titelblatt als zweite Buchseite gegenüberliegt.
Ein als Titelseite fungierender ganzseitiger Kupferstich wird als Kupfertitel oder auch als Titelkupfer bezeichnet.
In den ersten Jahrhunderten des Buchdrucks dominierten bei diesen Titelverzierungen allegorische Darstellungen das Frontispiz, die im Laufe des 17. und 18. Jahrhunderts von Porträts der Verfasser und/oder Visualisierungen des Buchinhalts abgelöst wurden. Allerdings sind noch ab den 1950er-Jahren Sachbuchreihen mit allegorischem Frontispiz erschienen. (z. B. rowohlts deutsche enzyklopädie)
Bei neueren Büchern ist die Frontispizseite oft unbedruckt (dann Vakatseite genannt), bei Biografien oder Kunstbänden kann sie mit einer Abbildung versehen sein, z. B. mit einem Porträt des Autors. Bei wissenschaftlichen Ausgaben, Reihen oder Werkausgaben können auf dieser Seite auch die Angaben zur Gesamtreihe stehen. Sie gehört zur Titelei eines Buches.

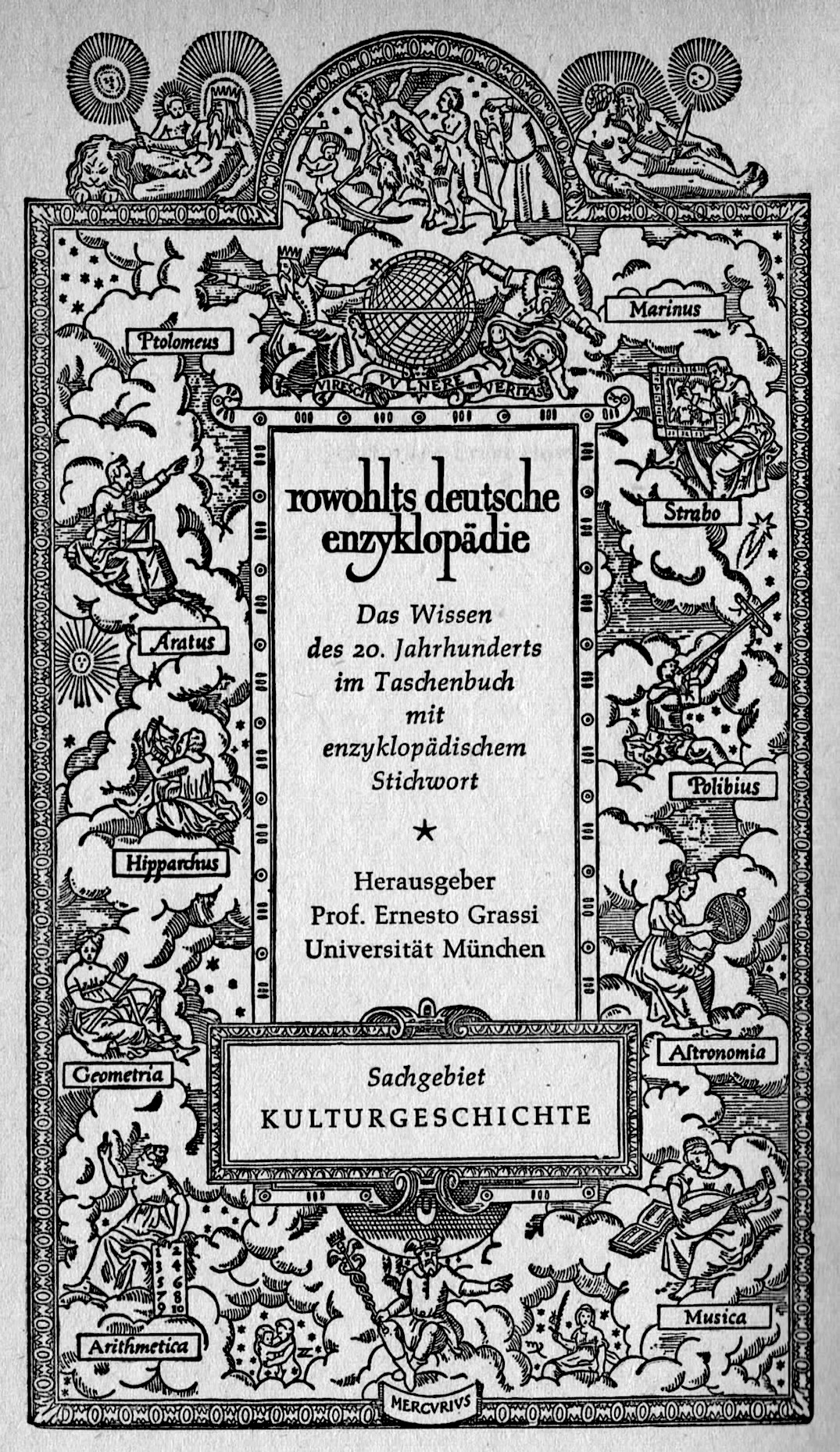
Frontispiz in rowohlts deutsche enzyklopädie, um 1955

Bei manchen Taschenbüchern stehen auf diesen Seiten Angaben zum Inhalt des Buches, zum Autor und zu seinen weiteren Publikationen.
Im Rahmen auch der modernen Titelei werden die ersten Seiten häufig mit römischen Zahlen paginiert; die ersten Seitenzahlen werden dabei jedoch oft weggelassen. Gelegentlich ist die Seite II dann ein Vakat und somit kein Frontispiz. Die Seiten des Buchblocks vor der Titelei einschließlich des Buchdeckels zählen zum Einband und werden nicht nummeriert. Das Vorsatzblatt heißt fliegendes Blatt.